# NGC 6420
NGC 6420 este o galaxie situată în constelația Dragonul. A fost descoperită în 17 august 1883 de către Lewis A. Swift.